# Zrównoważony rozwój

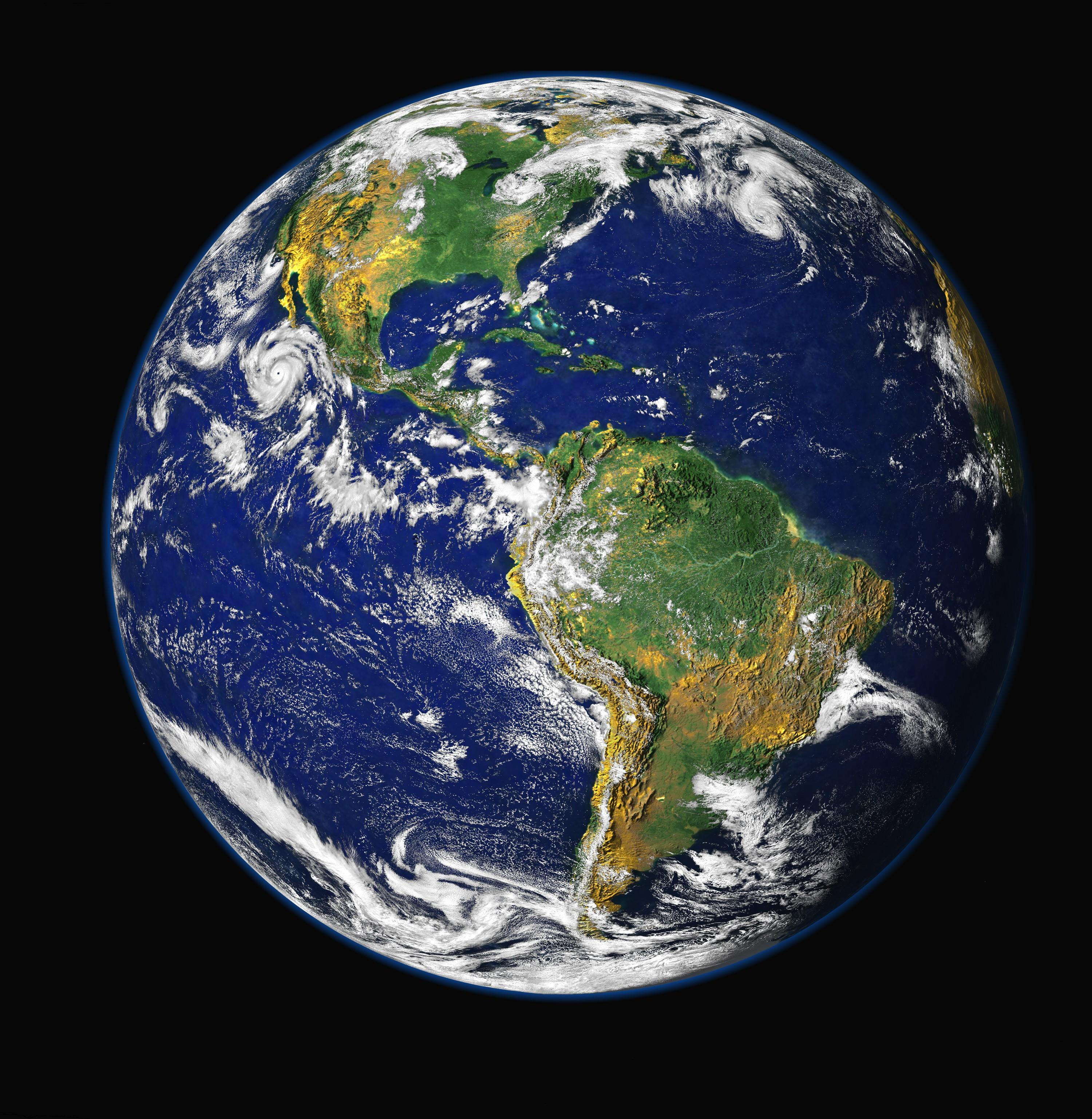
Ziemia widziana z kosmosu

Zrównoważony rozwój, trwały rozwój, trwały i zrównoważony rozwój, ekorozwój, także ogólniej: zrównoważoność – doktryna ekonomii, zakładająca jakość życia na poziomie, na jaki pozwala obecny rozwój cywilizacyjny, w przeciwieństwie do „żelaznej reguły ekonomii” Malthusa. Ideę zrównoważonego rozwoju streszcza pierwsze zdanie raportu WCED z 1987 r. – Nasza wspólna przyszłość: „Na obecnym poziomie cywilizacyjnym możliwy jest rozwój zrównoważony, to jest taki rozwój, w którym potrzeby obecnego pokolenia mogą być zaspokojone bez umniejszania szans przyszłych pokoleń na ich zaspokojenie”.
Raport ów dostrzega, że cywilizacja osiągnęła poziom dobrobytu możliwy do utrzymania pod warunkiem odpowiedniego gospodarowania. Model takiej gospodarki zakłada odpowiednio i świadomie ukształtowane relacje pomiędzy wzrostem gospodarczym, dbałością o środowisko (nie tylko przyrodnicze, ale także sztuczne – wytworzone przez człowieka) oraz jakością życia (w tym zdrowiem człowieka). Doktryna zrównoważonego rozwoju dąży do sprawiedliwości społecznej poprzez m.in. ekonomiczną i środowiskową efektywność przedsięwzięć zapewnioną m.in. przez ścisły rachunek kosztów produkcji, rozciągający się również w bardzo złożony sposób na zasoby zewnętrzne (iiSBE). Szerokie zastosowanie w ekonomii zrównoważonego rozwoju ma teoria dobra publicznego.

## Rozwój pojęcia
Pojęcie zrównoważonego rozwoju pochodzi pierwotnie z leśnictwa, a stworzone zostało przez Hansa Carla von Carlowitza. Oznaczało ono pierwotnie sposób gospodarowania lasem polegający na tym, że wycina się tylko tyle drzew, ile może w to miejsce urosnąć, tak by las nigdy nie został zlikwidowany, by mógł się zawsze odbudować.
Koncepcja zrównoważonego rozwoju była na początku XIX wieku propagowana przez wszystkie niemieckie Wyższe Szkoły Leśne. Niemieckie leśnictwo cieszyło się wówczas dużym uznaniem na całym świecie, w związku z czym pojęcie to zostało przejęte przez wielu naukowców z innych krajów, od Francji po Włochy. Zostało przetłumaczone na angielski, gdzie była mowa o Sustained Yield Forestry. Określenie „sustainable” zostało następnie przejęte przez ruch ekologiczny i w latach osiemdziesiątych ponownie wprowadzone do debaty politycznej. Obecnie definicja zrównoważonego rozwoju nie ogranicza się wyłącznie do sfery leśnictwa.
W latach 70. XX wieku pojawiły się alarmujące głosy ostrzegające przed katastrofą klimatyczną, która nadejdzie, jeśli ludzkość nie powstrzyma negatywnych zmian (np. raport Sekretarza Generalnego ONZ U Thanta Człowiek i jego środowisko z 1969 roku). W raporcie Klubu Rzymskiego Granice wzrostu z 1972 roku po raz pierwszy uznano, że problemy środowiskowe mają zasięg globalny i aby je rozwiązać, potrzebna jest współpraca całej społeczności Ziemi, a potrzeby ochrony środowiska coraz częściej stawiane są w negocjacjach na arenie międzynarodowej. Raport ostrzegł również przed niepohamowaną produkcją dóbr materialnych, grożącą wyczerpywaniem się zasobów (zwłaszcza ropy naftowej i gazu ziemnego) i degradacją środowiska. Zaniepokojenie ekspertów i opinii światowej nasilającą się w dalszym ciągu presją na środowisko i emisją szkodliwych substancji doprowadziło do tego, że na Konferencji ONZ w Sztokholmie  w 1972 roku, poświęconej sprawom rozwoju społecznego, na pierwszym miejscu w negocjacjach międzynarodowych postawiono problemy środowiska, podkreślając jednocześnie sprzeczność między dążeniem do wzrostu społeczno-gospodarczego, a utrzymywaniem równowagi ekologicznej.

## Podstawowe pojęcia (na podstawie Raportu Brundtland)
Dla prawidłowego zrozumienia, czym jest zrównoważony rozwój, kluczowe są dwa pojęcia: koncepcja podstawowych potrzeb oraz idea ograniczonych możliwości, a zwłaszcza wytrzymałości światowego systemu ekologicznego. Definicje tych pojęć brzmią następująco:

Zrównoważony rozwój to rozwój, który zaspokaja potrzeby obecne, nie zagrażając możliwościom zaspokojenia potrzeb przyszłych pokoleń. Opiera się na dwóch podstawowych pojęciach:
- pojęciu „potrzeb”, w szczególności podstawowych potrzeb najbiedniejszych na świecie, którym należy nadać najwyższy priorytet;
- pojęciu ograniczeń, narzuconych zdolności środowiska do zaspokojenia potrzeb obecnych i przyszłych przez stan techniki i organizacji społecznej.

Definicja z raportu Brundtland cytowana jest zazwyczaj w skróconej formie. W kręgach specjalistów w małym stopniu dyskutowano do tej pory ideę ograniczonych możliwości. Swój rodowód wywodzi ona ze znanej opinii Klubu Rzymskiego „Granice wzrostu”. Zgodnie z tą opinią, w celu zapewnienia dalszej egzystencji życia na Ziemi i możliwości zaspokajania podstawowych potrzeb wszystkich ludzi i przyszłych generacji, należy zadbać o zrównoważony rozwój wszelkich dziedzin życia i ludzkiej działalności.
W związku z nieścisłościami i niejasnościami definicji zrównoważonego rozwoju, przy opisywaniu tego pojęcia często sięga się do definicji zawartej w normach i dokumentach Narodów Zjednoczonych. Zaletą tego sposobu postępowania jest fakt, że definicja ta jest ważna per se i nie musi być dodatkowo uzasadniana. Brzmi ona następująco:

Zrównoważony rozwój Ziemi to rozwój, który zaspokaja podstawowe potrzeby wszystkich ludzi oraz zachowuje, chroni i przywraca zdrowie i integralność ekosystemu Ziemi, bez zagrożenia możliwości zaspokojenia potrzeb przyszłych pokoleń i bez przekraczania długookresowych granic pojemności ekosystemu Ziemi.

Używając języka ekonomii można powiedzieć, że zgodnie z ideą zrównoważonego rozwoju społeczeństwo powinno żyć, uwzględniając rachunek ciągniony kosztów swoich decyzji.
Zrównoważony rozwój oznacza, że wzrost gospodarczy prowadzi do zwiększania spójności społecznej (w tym m.in. zmniejszania rozwarstwienia społecznego, wyrównywania szans, przeciwdziałania marginalizacji i dyskryminacji) oraz podnoszenia jakości środowiska naturalnego, m.in. poprzez ograniczanie szkodliwego wpływu produkcji i konsumpcji na stan środowiska i ochronę zasobów przyrodniczych.
Zrównoważony rozwój leży w polu zainteresowań wielu organizacji międzynarodowych. Należą do nich m.in.:
- Program Narodów Zjednoczonych ds. Ochrony Środowiska (UNEP),
- Program Narodów Zjednoczonych ds. Rozwoju (UNDP),
- instytucje Unii Europejskiej:
  - Parlament Europejski,
  - Komisja Europejska,
  - Europejski Komitet Ekonomiczno-Społeczny.

Zrównoważony rozwój stanowi ważny element systemu prawa międzynarodowego. Do najważniejszych dokumentów prawnomiędzynarodowych, ujmujących problematykę zrównoważonego rozwoju, należą:
- Agenda 21,
- Konwencja o Dostępie do Informacji, Udziale Społeczeństwa w Podejmowaniu Decyzji oraz Dostępie do Sprawiedliwości w Sprawach Dotyczących Środowiska.

W Polsce zasada zrównoważonego rozwoju zyskała rangę konstytucyjną – została zapisana w art. 5 Konstytucji RP, a definicja zrównoważonego rozwoju znalazła się w ustawie Prawo ochrony środowiska:

[jest to] taki rozwój społeczno-gospodarczy, w którym następuje proces integrowania działań politycznych, gospodarczych i społecznych, z zachowaniem równowagi przyrodniczej oraz trwałości podstawowych procesów przyrodniczych, w celu zagwarantowania możliwości zaspokajania podstawowych potrzeb poszczególnych społeczności lub obywateli zarówno współczesnego pokolenia, jak i przyszłych pokoleń.

Wobec rosnącego znaczenia rozwoju zrównoważonego nauka odpowiedziała wykrystalizowaniem się paradygmatu rozwoju zrównoważonego, oddziałującego na wiele dziedzin i dyscyplin naukowych. Współcześnie paradygmat rozwoju zrównoważonego nie stanowi alternatywy dla nadal dominującego neoliberalnego paradygmatu rozwoju, nie narusza „fundamentów” paradygmatu obowiązującego w ekonomii głównego nurtu, a jedynie go rozszerza i uszczegóławia.
W języku potocznym pojęcie to zyskuje w zależności od kontekstu nieco inne znaczenia: często używane jest jako synonim zachowań „proekologicznych”, zaś w środowiskach biznesowych jest utożsamiane z sukcesem i innowacyjnością.